# Lazarus (álbum)
Lazarus es el álbum debut en solitario de Travie McCoy, vocalista de la banda Gym Class Heroes. Su lanzamiento fue el 8 de junio de 2010.  La carátula del álbum fue diseñada por Brent Collins. El álbum debutó en el número 25 del Billboard 200 en los Estados Unidos vendiendo más de 15,000 copias en su semana de lanzamiento
El primer sencillo "Billionaire" fue lanzado en iTunes el 9 de marzo de 2010, debutando en el número 92 del Billboard Hot 100.

## Lista de canciones[9]
| N.º | Título                                   | Productor                      | Duración |  |
| 1.  | «Dr. Feel Good» (junto a Cee-Lo Green)   | Danger Mouse                   | 4:00     |  |
| 2.  | «Superbad»                               | Noel "Detail" Fisher           | 3:12     |  |
| 3.  | «Billionaire» (junto a Bruno Mars)       | The Smeezingtons               | 3:30     |  |
| 4.  | «Critical»                               | Cool & Dre                     | 3:21     |  |
| 5.  | «Need You»                               | Lucas Secon                    | 3:22     |  |
| 6.  | «Akidagain»                              | The Stereotypes                | 3:47     |  |
| 7.  | «We'll Be Alright»                       | Patrick Stump                  | 3:17     |  |
| 8.  | «Manual» (junto a T-Pain and Young Cash) | Hannon & T-Pain                | 4:14     |  |
| 9.  | «After Midnight»                         | Infamous                       | 3:52     |  |
| 10. | «Don't Pretend» (junto a Colin Munroe)   | Chad Beatz of Tastemaker Music | 3:12     |  |

## Posicionamiento
| Listas (2010)    | Posicionamiento |
| ---------------- | --------------- |
| US Billboard 200 | 25              |